# Fachwerkgebäude (Heidelberger Landstraße 271)
Das Fachwerkgebäude, Heidelberger Landstraße 271 ist ein Bauwerk in Darmstadt-Eberstadt. Aus architektonischen und stadtgeschichtlichen Gründen ist das Bauwerk ein Kulturdenkmal.

## Geschichte und Beschreibung
Das Fachwerkgebäude in der Heidelberger Landstraße ist Teil eines Anwesens, dessen Gebäudeteile aus unterschiedlichen Entstehungszeiten eine geschlossene Hofanlage bilden.
Das Gebäude ist ein traufständiges, verputztes Fachwerkhaus mit Satteldach
Das Vordergebäude wurde im Kern um das Jahr 1800 erbaut und reicht über zwei Geschosse und besitzt elf Fensterachsen.
Die überbaute Tordurchfahrt besitzt ein Wappen; das Wappen ist signiert mit TD (Tobias Diefenbach).
Eine vertikale Gliederung erfolgt durch jeweils drei Fensterachsen und zusammenfassende lisenenartige Streifenrustika und Stichbogenfenster mit Klappläden im Erdgeschoss.
Im Innenbereich befinden sich Gebäude einer ehemaligen Wagnerei und Schmiede.